# Кенерн
Кенерн (њем. Könnern) град је у њемачкој савезној држави Саксонија-Анхалт. Једно је од 21 општинског средишта округа Салцланд. Према процјени из 2010. у граду је живјело 9.546 становника. Посједује регионалну шифру (AGS) 15089195.

## Географски и демографски подаци
Кенерн се налази у савезној држави Саксонија-Анхалт у округу Салцланд. Град се налази на надморској висини од 121 метра. Површина општине износи 125,2 km². У самом граду је, према процјени из 2010. године, живјело 9.546 становника. Просјечна густина становништва износи 76 становника/km².

## Међународна сарадња
| Мјесто | Држава     | Врста сарадње | Од    |
| ------ | ---------- | ------------- | ----- |
|        | Пољска     | пријатељство  | 1991. |
|        | Швајцарска | пријатељство  | 1991. |
| Извор  |            |               |       |